# 작은황조롱이

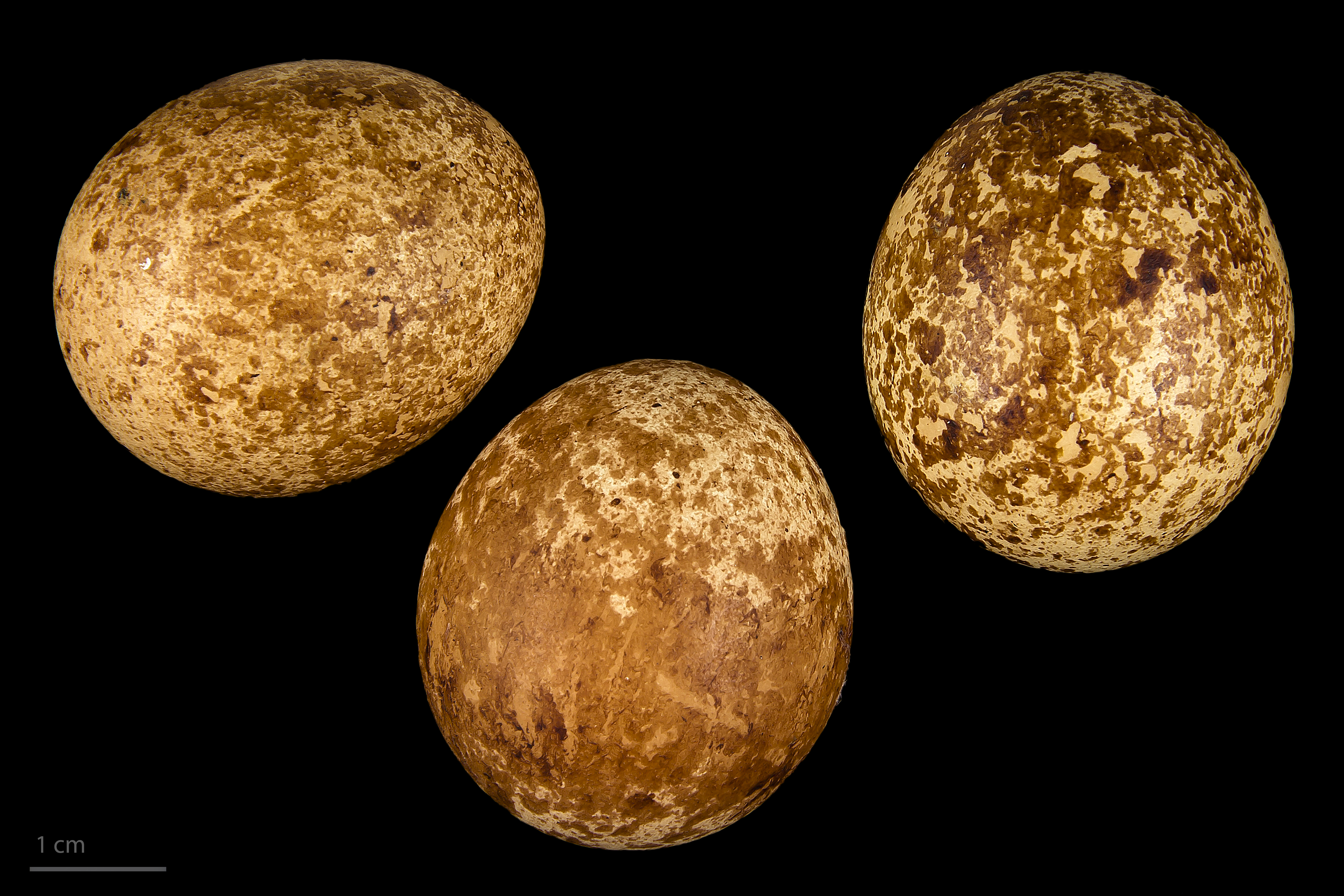
Falco naumanni

작은황조롱이(Falco naumanni)는 매속의 작은 새이다. 지중해 연안에서부터 중앙아시아 남부를 거쳐 중국과 몽골에까지 널리 분포한다. 여름철새로, 아프리카와 파키스탄에서 겨울을 난다. 학명은 독일의 박물학자 요한 안드레아스 나우만에서 유래되었다.